# Mind Shift
『Mind Shift』（マインド・シフト）は、Def Techが2010年10月27日にリリースした4枚目のアルバム(フルレンスではなくミニ・アルバム仕様)である｡

## 概要
- 前作から4年4ヵ月、解散から3年の時を経て発売された4枚目のアルバム。
- 今作では、現在の音楽業界の危機（着うたサービスの普及、レンタル、音楽のダウンロード販売など、CDの価格が高いことによるCD購入者の減少）を訴えるため、少しでも多くのリスナーにCDを購入してもらえるよう、新しい取り組みとして、今までのアルバムのように価格を抑え（9曲で税込\1,500）、さらにYouTubeで楽曲を90秒にカットした試聴曲を公開している。(2013年11月現在は非公開)

## 収録曲
1. A-1
再結成を決めてから2日目で完成させた即興のアカペラ。躍動感あふれるリズムでDef Techの復活を歌っている。復活直後、公式にYouTubeでPVが公開された。このPVはiTunesでアルバムを予約した購入者のみダウンロードができた。
2. The Come Back
この曲は発売前日にPVがYouTube上で公式に公開された。
3. Catch me if you can
以前とはサウンドがまるで違う、再結成以降のDef Techの色が強く表れている一曲。
4. Surfer's Paradise
サーフィンをしに都内から湘南、千葉へ向かう楽曲。
5. おんがく♬MUSIC (読みは、「おんがく おんぷ　ミュージック」)
コーラスとしてめざましテレビで募集した「めざまし恩楽隊」が参加している。
6. The Dub Dichotomy
日本の政治についての哲学を歌った楽曲。
7. Rays of Light
木漏れ日という意味。2009年末に生まれたShenの愛娘シエラを見るためDef Techが再会した際、日本人のShenの妻に「仕事抜きにこの子の子守唄を作ってほしい。」とMicroが頼まれ、Shenと共に作ることとなった正にDef Tech復活のカギとなった楽曲である[1]。PVは早稲田奉仕園で撮影されている。
8. Dream
Microが、「ぼくの一番お気に入りの曲」自負する曲。
9. F.M.B!!
メイキング風景が公式サイトで見られる。
MAYAも参加している。